# Ryan Carnes
Ryan Carnes (Pittsfield, Illinois, 6 de diciembre de 1982) es un actor estadounidense.

## Carrera
Ryan fue el noveno actor que retrató a Lucas Jones en la telenovela de la ABC General Hospital de julio de 2004 a septiembre de 2005, fue reemplazado por Ben Hogestyn.
De 2005 a 2006 participa en la serie Desperate Housewives como Justin por el cual se interesa Andrew Van De Kamp, interpretado por Shawn Pyfrom.
Carnes, también ha participado en Eating Out (2004), Surf School (2006) y en el videoclip de la canción Mistake de la actriz y cantante australiana Stephanie McIntosh.
A pesar de sus papeles como homosexual en General Hospital, Desperate Housewives y Eating out, Ryan ha declarado que no es gay. 
En 2018, debuta en el cine mexicano-estadounidense con su participación en la comedia romántica mexicoamericana La boda de Valentina, en dónde compartió roles con los actores mexicanos Marimar Vega y Omar Chaparro, quien este último interpreta el tema central de esta dicha película, «Me haces tanto bien».

## Filmografía

### Películas
- Eating Out (2004) como Marc Everhard.
- Anderson's Cross (2004) como David.
- Thicker Than Water (2005) como Tim "Ray" Markus.
- Grand Union (2006) como Ricky.
- Surf School (2006) como Tyler.
- Trailer Park of Terror (2007) como Alex.
- La boda de Valentina (Valentina's Wedding) (2018) como Jason.
- Más allá del cielo (2018) como Chris Norton.
- The air he breathes (2024) como Tristán Cole.

### Series de televisión
- General Hospital como Lucas Stansbury Jones #9 (desde 2004 hasta 2005).
- Desperate Housewives como Justin (2004-2006).
- Doctor Who ("Daleks in Manhattan"/"Evolution of the Daleks") (2007).
- The Phantom (2010).